# Paul Baumgartner (Pianist)
Paul Baumgartner (* 21. Juli 1903 in Altstätten; † 19. Oktober 1976 in Locarno) war ein Schweizer Pianist.
Nach der Matura am kantonalen Gymnasium in St. Gallen studierte er bei Walter Braunfels Klavier und Komposition in München und bei Eduard Erdmann in Köln und war danach selbst an der Hochschule für Musik Köln tätig. Zwei Jahre nach der Machtübernahme der Nationalsozialisten ging er 1935 zurück in sein Heimatland und unterrichtete ab 1937 am Konservatorium Basel.
Grossen Wert legte Paul Baumgartner auf originalgetreue Wiedergabe von Kompositionen, das Erinnern an Vergessenes oder Verkanntes, vernachlässigte aber auch nicht das Spiel neuester Schweizer Kompositionen. Im November 1943 spielte er die Uraufführung des Klavierkonzerts No. 2 von Richard Flury im Schweizer Rundfunk. Baumgartner machte auch für deutsche Rundfunksender verschiedene Aufnahmen, so das Konzertstück für Klavier und Orchester seines Lehrers Eduard Erdmann beim NDR Hannover unter der Leitung von Willy Steiner.
1962 erhielt er den Kulturpreis der Stadt St. Gallen.
Paul Baumgartner wurde in einem lebensgrossen Porträt durch den befreundeten Kunstmaler Urban Zacharias Wick dargestellt. Dieses Porträt befindet sich in der Sammlung des Kunstmuseums Rheintal.